# Verkliga brott
Det verkliga brottet är en subgenre inom deckaren.
Dessa berättelser innehåller beskrivningen av ett verkligt historiskt problem som är olöst, och som författaren tror sig kunna lösa, eller har löst. Jack uppskäraren är ett vanligt ämne. Ett exempel är En gammal skandal av Josephine Tey. Eftersom ämnet kräver så mycket finns det inte många exempel på lyckade sådana här berättelser.